# خورشیدگرفتگی ۲۰ مه ۲۰۶۹
خورشیدگرفتگی ۲۰ مه ۲۰۶۹ (به انگلیسی: Solar eclipse of May 20, 2069) یک خورشیدگرفتگی از نوع خورشیدگرفتگی جزئی است. این خورشیدگرفتگی در تاریخ ۲۰ مه ۲۰۶۹ میلادی (‎۳۱ اردیبهشت ۱۴۴۸ خورشیدی) روی خواهد داد که زمان اوج آن، ساعت ۱۷:۵۳:۱۸ به‌وقت ساعت هماهنگ جهانی است.